# Fastboot (Android)
Fastboot（快速启动）是一个诊断协议，主要用于由一台计算机通过USB连接Android智能手机，修改其闪存的文件系统。它是Android Debug Bridge库的一部分。

## 用途

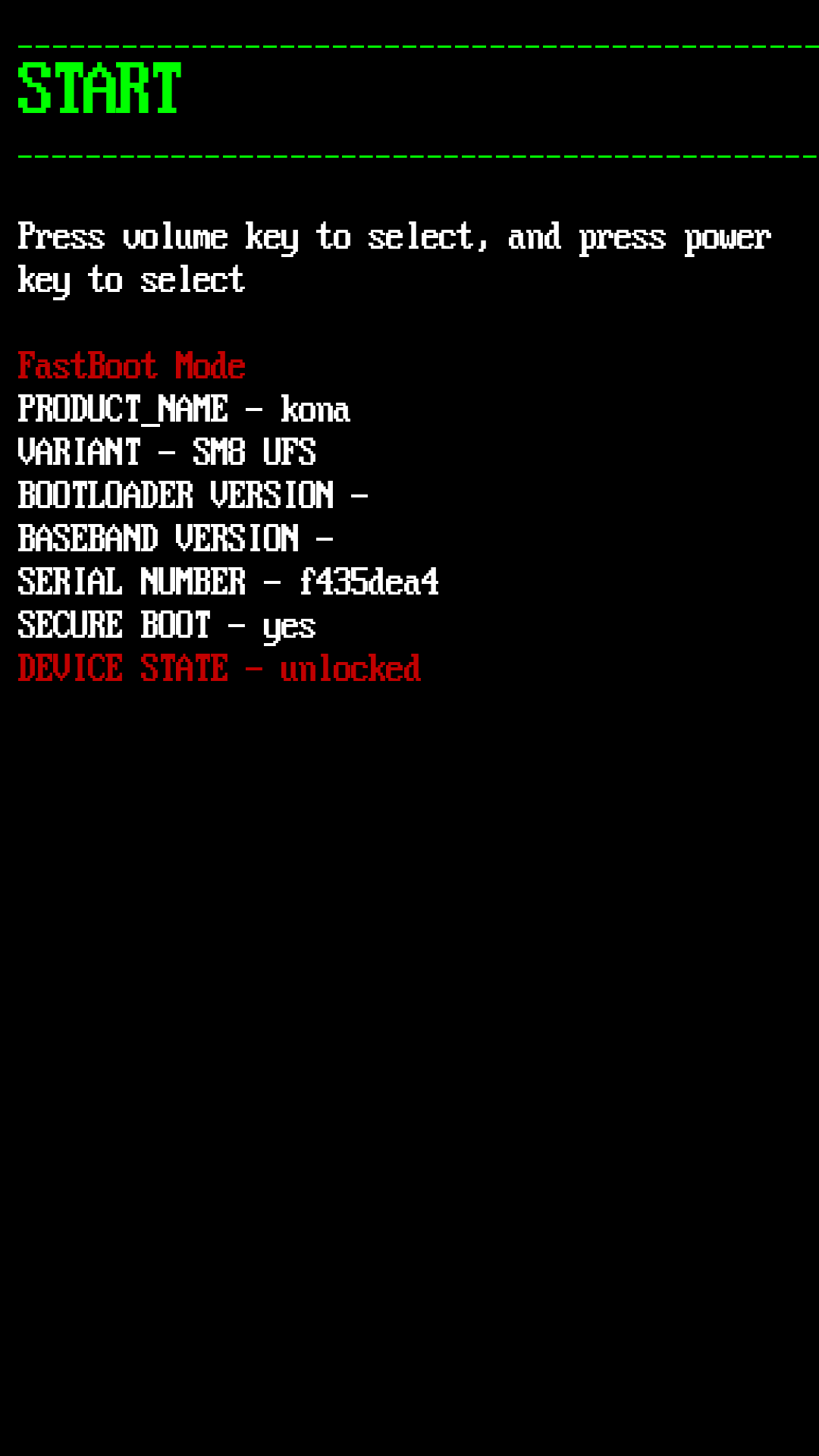
一种类型的Fastboot界面

利用Fastboot协议要求该设备在引导装载程序或第二程序加载器模式下启动，这种情况下只进行最基本的硬件初始化。当设备本身的执行协议通过后，它会接受任何经由USB发送过来的命令行指令。Fastboot亦可用于刷机，在Fastboot中使用的刷机包通常被称为“线刷包”或“Factory Image”（工厂镜像）。
进入Fastboot的命令是：adb reboot bootloader
一些最常用的快速启动命令包括：
- fastboot flash <要写入的分区> <img镜像文件> - 用存储在主机上的一份二进制镜像直接覆盖闪存上的分区
- erase - 擦除闪存上的分区
- reboot - 从主操作系统或者系统恢复分区上重启设备
- devices - 以序號显示连接到主机上的所有设备的列表